# Carlos Herrera (cyclisme)
Pour les articles homonymes, voir Herrera et Carlos Herrera.
Herrera  Arroyo est un nom espagnol. Le premier nom de famille, en général paternel, est Herrera ; le second, en général maternel, souvent omis, est Arroyo.
Carlos Herrera Arroyo, né le 4 avril 1995, est un coureur cycliste costaricien.

## Biographie
Spécialiste du VTT, Carlos Herrera est devenu champion d'Amérique centrale en 2021,, ou encore champion du Costa Rica à de multiples reprises. Il a également obtenu deux médailles d'argent aux championnats panaméricains de 2018, dans le cross-country et le relais mixte. 

## Palmarès en VTT

### Championnats panaméricains
- Pereira 2018
  -  Médaillé d'argent du cross-country
  -  Médaillé d'argent du relais mixte
- Salinas 2021
  -  Médaillé de bronze du relais mixte

### Championnats d'Amérique centrale
- 2021
  -  Champion d'Amérique centrale de cross-country

### Championnats nationaux
| - 2013 - Champion du Costa Rica de cross-country juniors - 2016 - 2e du championnat du Costa Rica de cross-country eliminator - 2017 - 2e du championnat du Costa Rica de cross-country - 2019 - Champion du Costa Rica de cross-country marathon - 2e du championnat du Costa Rica de cross-country - 2020 - 2e du championnat du Costa Rica de cross-country - 2e du championnat du Costa Rica de cross-country marathon | - 2021 - Champion du Costa Rica de cross-country short track - 3e du championnat du Costa Rica de cross-country - 2022 - Champion du Costa Rica de cross-country marathon - 2023 - Champion du Costa Rica de cross-country marathon - 2024 - 2e du championnat du Costa Rica de cross-country marathon - 2025 - Champion du Costa Rica de cross-country - Champion du Costa Rica de cross-country short track |  |